# 敷地計畫
敷地計畫（英語：site planning）是在土地安排結構物，並用來形成其間空間樣式的一種藝術，為結合建築學、工程學、景園建築學與都市計畫學的一門藝術。
敷地計畫涉及建築物、土地、活動的位置與品質，並關係到所有的生物，針對空間與時間來設置標地物與活動。規畫可能涉及一小簇住宅、一座獨棟建築及其庭院，或是更大的範圍，譬如整體作業下的小社區建設。技術上的產品─包括了土地規劃，設施配置，測量放樣，植栽規劃，草透視圖，各種圖面與施工規範等等。
敷地計畫不只是一種實用技術，甚至是一種複雜的技術結構，結合專業的技能，包括環境背景、庭園、植栽、排水、動線、微氣候或調查，並且寓意以美學為目標：製造增添平日生活品質的場所，釋放其居民、給予他們居住其間的美好感受。

## 敷地計畫步驟
1.問題的界定
為誰設計場所？有何目的？誰決定形式？有何資源可用？預約的型態為何？應位於何處來監造？這些問題的決定，構成一個階段，成為計畫程序構成的開端。
2.基地與使用者的計畫分析
有關的問題大致決定好之後，敷地計畫者正準備開始規劃工作。工作的主要目標要決定好，譬如預期的對象以及他們的要求。選好基地，並擇定發展型態及所想要從事的活動。對基地得新環境要有所提議。提出經費，並包括執行計畫的時間與財力需要。設計者一方面開始分析未來的功能與使用者，另一方面分析手上的基地。
設計者經由分析來探討基地的樣態與本質，以便引導規畫的進行，簡要的將事實作為解說，最後以略圖來結束勘查，分析結果，做出問題所在及基地潛能的說明。
3.草案設計與造價預估
計劃書表明環境、管理與行為，結合三者為一體，並說明整體組成之後將會有什麼樣的成果。(包括時宜與費用)計劃書的擬定，藉著業主與設計者之間的溝通，根據基地與使用者分析了解來建立計畫書，並利用圖面及文字說明來表達。
設計者發展出一個或多個完整的草案設計，每個設計都要標示出建築物的造型與位置，室外活動，地面動線，地形與一般的景園設計。另外一方面，也要概估每個設計案的粗略預算，因為每個設計預算都關係到計劃書的修正。得到的內容交給業主檢核並做成決定，業主可任擇其一，也許不會接受、可能指定其中一案來作修正，也可能再檢討業主的原始企畫書或財務計畫。
4.設計與精確造價
當草案選妥後，設計的發展提供更精確的配置圖，標示出所有建築物、道路與鋪面區域的位置；植栽圍繞的區域；設計前後的等高線；設施的位置及其能力；基地中各細部的位置及其性質。此類設計圖應包含剖面圖、小區域分析圖、標準立面及其說明。設計進行中所需要的各種精細試驗，都要一一做好，每項有衝擊影響的分析也要完成。擬好施工及維護的精確預算，計畫書與施工進度表也要在細部設計時調整確定。
5.契約文章
細部設計讓業主認可之後，敷地設計者就要開始製作契約文件，做為標單的一部分。契約文件通常包括足以精確放樣道路與結構物的文件；完整的整地計畫與土方計算；各主要設施物的標高；設施的配置及道路與設施的縱剖面圖；植栽的設計：基地細部與基地裝置品的平面與剖面圖。做好完整的施工規範，譬如施工條件與投標程序等的說明。
6.招標與簽訂契約
接著，業主就需根據圖說來尋求營造商。如果標價可以被接受，則圖說成為契約文件之一，並可以開始施工。
7.施工
現場監造是專業工作的最後一個步驟，為了確保承諾、也預備對意外問題及投機作細微的調整。
8.使用與管理
設計者應該有效調整施工與基地管理之間的協調。剛開始的管理上的考慮屬於計畫書的一部分，此為計畫成功的因素，並在最後的步驟裡，敷地設計者應該繼續考慮為基地的使用建立一個管理模式與管理動力。